# Кава де Тирени
Кава де Тирени (итал. Cava de' Tirreni) град је у Италији у регији Кампања. Према процени из 2010. у граду је живело 53.520 становника.

## Становништво
Према резултатима пописа становништва 2011. у општини је живело 53.885 становника.
| 1931.  | 1936.  | 1951.  | 1961.  | 1971.  | 1981.  | 1991.  | 2001.  | 2011.  |
| ------ | ------ | ------ | ------ | ------ | ------ | ------ | ------ | ------ |
| 30.085 | 33.051 | 39.088 | 42.231 | 46.406 | 50.667 | 52.502 | 52.616 | 53.885 |

## Градови побратими
- Гожов Вјелкополски
- Каунас
- Питсфилд
- Шверте
- Њасвиж